# Intermediate System
Ein Intermediate System ist eine vermittlungstechnische Komponente in einem Netzwerk, das auf dem OSI-Referenzmodell basiert. Ein Intermediate System ist auf der Vermittlungsschicht (Schicht 3) des OSI-Referenzmodells angesiedelt und stellt bestimmte Dienste für die Endgeräte zur Verfügung, wie z. B. die Weiterleitung von Paketen auf der Vermittlungsschicht.
Die allgemein gültige, netzunabhängige Bezeichnung für eine solche Netzkomponente ist Knoten, im Internet sind es Gateways oder Router.
Laut OSI-Terminologie kann es sich bei einem Intermediate-System um einen beliebigen Router oder um einen Host mit Router-Intelligenz handeln.